# Cerkiew św. Mikołaja Cudotwórcy w Szereszowie
Cerkiew św. Mikołaja Cudotwórcy – prawosławna cerkiew parafialna w Szereszowie na Białorusi, w dekanacie prużańskim eparchii brzeskiej i kobryńskiej Egzarchatu Białoruskiego Patriarchatu Moskiewskiego.

## Położenie
Świątynia znajduje się przy ulicy Lenina.

## Historia
Cerkiew została zbudowana w 1872 r. przy udziale grodzieńskiego architekta J. M. Fardona. Odrestaurowano ją w 1968 r.

## Architektura
Świątynia została wzniesiona w stylu bizantyjsko-rosyjskim, orientowana, na planie krzyża, pomalowana na ciemno-żółto i biało. Na świątyni widnieją wszelakie zdobienia w postaci pilastrów i gzymsów. Przed wejściem do świątyni mieści się łukowaty portal z półkolistym dachem. Dzwonnica-wieża dzieli się na trzy części (dolna – 4-boczna, jest jednocześnie przedsionkiem, środkowa – 8-boczna, górna też 8-boczna z odachowaniem zwieńczonym cebulastą kopułą). Dzwonnicę-wieżę i główną część oddziela łącznik pokryty dwuspadowym dachem. Główna część zbudowana na planie kwadratu, nad nią osadzona jest główna kopuła, a wokół niej rozciąga się namiotowy dach, na elewacji bocznej mieści się łukowate wejście boczne. Na tyle świątyni stoi apsyda z trójspadowym dachem, na apsydzie widnieje ikona św. Mikołaja.

## Wnętrze
Wewnątrz znajduje się wysoki, drewniany ikonostas. W świątyni zachowały się ikony z XVIII i XIX w.: Święci Piotr i Paweł, Zwiastowanie, Biczowanie Chrystusa, Trzech Świętych. Carskie wrota z 1820 r.